# Uno studio in rosso
Uno studio in rosso (A Study in Scarlet) è il primo romanzo di Sir Arthur Conan Doyle con protagonista il celebre detective Sherlock Holmes.
Apparve per la prima volta, con poco successo, nell'edizione del 1887 della rivista Beeton's Christmas Annual, mentre nel 1888 fu ripubblicato come volume autonomo. Si ritiene che siano sopravvissute solo undici copie della prima edizione, che hanno raggiunto un notevole valore nel mercato dei collezionisti.
Fu il primo lavoro di narrativa poliziesca in cui compare la lente d'ingrandimento come strumento investigativo. Ha avuto diverse trasposizioni cinematografiche e televisive.

## Trama
John Watson, un ex medico militare appena tornato dalla guerra in Afghanistan a causa di ferite alla spalla e al ginocchio, parlando col vecchio amico Stamford dice di essere in cerca di un alloggio a buon prezzo; al sentire ciò, l'amico gli menziona allora Sherlock Holmes, che sta cercando qualcuno per dividere l'affitto di un appartamento al 221B di Baker Street. Stamford porta Watson al laboratorio dove Holmes sta compiendo degli esperimenti di tipo medico-legale. I due decidono di trasferirsi nel nuovo appartamento, dove Holmes riceve ogni giorno molte persone, svelando poi il suo lavoro di consulente investigativo e dando dimostrazione di grandi capacità di osservazione e deduzione. Una mattina viene consegnato un messaggio da Scotland Yard che invita Holmes a partecipare alle indagini su un recente omicidio e l'investigatore invita l'amico medico ad accompagnarlo sulla scena del crimine; qui trovano il cadavere di un certo Enoch J. Drebber, senza segni di violenza sul corpo. Dall'odore acidulo proveniente dalle labbra del morto, Holmes capisce che è stato costretto a ingerire del veleno, visto che l'espressione del cadavere esclude il suicidio. Le indagini, condotte da due investigatori di Scotland Yard, Lestrade e Gregson, si complicano quando viene trovata una fede da donna accanto al cadavere, la parola "Rache" (in tedesco "vendetta"), mentre i due investigatori di Scotland Yard pensavano che fossero le iniziali del nome "Rachel" (Rachele), scritta su un muro con del sangue, e un biglietto con la scritta "J. H. è in Europa". Attraverso rilevamenti, deduzioni e calcoli matematici Holmes dà un'accurata descrizione del probabile assassino che, a quanto pare, potrebbe commettere un altro omicidio ai danni del segretario di Drebber, il signor Stangerson. Dopo l'interrogatorio del poliziotto che ha trovato il cadavere (da cui si viene a sapere anche che una persona ubriaca stazionava fuori dall'edificio), Holmes fa pubblicare un'inserzione sui giornali che informa del ritrovamento della fede, sperando che l'assassino risponda all'annuncio; si presenta invece una vecchietta, che reclama la fede come appartenente alla figlia. Insospettito, Holmes la segue, ma si trattava di un abile giovane travestito, che riesce a dileguarsi.
Holmes, demoralizzato, viene a sapere da Gregson che il principale sospettato, da lui arrestato poco prima, è un giovane soldato della Marina di nome Arthur Charpentier, la cui sorella era stata importunata da Drebber, lì in qualità di pensionante, e che lo avrebbe inseguito armato di bastone. Il giovane viene però scagionato da Lestrade, il quale, giunto nell'appartamento di Holmes, annuncia la morte di Stangerson a causa di una pugnalata al cuore nell'Halliday Private Hotel, avvenuta dopo la cattura di Charpentier, che viene quindi rilasciato. Dalle molteplici somiglianze tra i due delitti (tra le quali la parola RACHE), Holmes conclude che ad aver ucciso Stangerson sia lo stesso assassino di Drebber. L'arma del delitto viene trovata nella camera della vittima, una scatoletta contenente due pillole, e, attraverso un test su un cane prossimo alla morte, capisce che solo una pillola era quella mortale, mentre l'altra non avrebbe avuto nessun effetto. Subito dopo nella stanza entra un vetturino, chiedendo di Holmes. Questi, fingendo di chiedere aiuto per sistemare i suoi bagagli, lo ammanetta, presentandolo come Jefferson Hope e assassino di Stangerson e Drebber. Subito dopo inizia una zuffa causata da Hope, subito sedata dall'intervento di Lestrade e Gregson.
In un flashback viene raccontata la storia che ha portato agli omicidi, ovvero di come John Ferrier e sua figlia adottiva Lucy, dispersi nel deserto e moribondi per mancanza d'acqua e viveri, vengano salvati e accolti nella comunità di mormoni che fondò la città di Salt Lake City. Ferrier si dimostrò un valido imprenditore, diventando molto ricco, mentre Lucy, via via, attirava l'attenzione dei giovani della città. Purtroppo, in quel periodo iniziò una repressione dei mormoni nei confronti dei gentili, ovvero i non mormoni. Per di più Lucy si innamora di Jefferson Hope, un giovane cercatore d'oro, ben visto da Ferrier in quanto suo padre era un suo vecchio amico. Per evitare che la giovane venga maritata contro il suo volere, Ferrier e Hope organizzano una fuga attraverso le Salt Lake Mountains, che si concluderà con l'omicidio di Ferrier e il matrimonio di Lucy con Drebber, uno dei suoi spasimanti oltre a Stangerson. Hope, allontanatosi per cacciare arriverà tardi, trovando la tomba di Ferrier. Lucy però morirà pochi mesi dopo e Hope, appropriatosi della sua fede, condurrà una vita da selvaggio, cercando di uccidere Drebber e Stangerson, fino alla loro uscita dalla comunità di mormoni. Hope darà quindi loro la caccia, mantenendosi con lavori saltuari. A Londra porterà a termine i suoi propositi di vendetta, dando a Drebber una chance di sopravvivenza, facendogli scegliere una pillola tra le due ritrovate da Lestrade, e uccidendo Stangerson, che l'aveva aggredito invece di accettare una delle pillole, scrivendo in entrambi i delitti la parola "Rache" col sangue per sviare le indagini. 
Dopo essere stato catturato, mostra di non avere paura della forca poiché sofferente da molti anni di aneurisma aortico, che minaccia di ucciderlo poco prima di essere giudicato in un processo e infatti morirà nella sua cella senza dover affrontare il processo per la morte di Drebber e Stangerson, non rivelando mai il nome del suo complice acrobata. Il merito della risoluzione del caso andrà tutto agli investigatori Lestrade e Gregson; Holmes non sembra preoccuparsene troppo, in quanto ne era stato certo fin dal principio. Watson allora, avendo annotato per intero l'incredibile vicenda, sostiene che il pubblico ne verrà a conoscenza tramite lui.
Infine suggerisce all'amico che può accontentarsi della consapevolezza di aver vinto, come sostiene anche Orazio: «Il popolo mi fischia, ma io in casa mia plaudo a me stesso e intanto contemplo le monete del mio scrigno.»

## Pubblicazione
Conan Doyle scrisse il romanzo all'età di 27 anni in meno di tre settimane. Come medico di malattia generale a Southsea (Portsmouth) aveva già pubblicato brevi storie in diverse riviste locali, come il periodico London Society. La storia era inizialmente intitolata "A Tangled Skein" ("Una matassa aggrovigliata") e fu alla fine pubblicata dall'editore Ward, Lock & Co. nel Beeton's Christmas Annual 1887, dopo molti rifiuti. L'autore ricevette £25 per i pieni diritti editoriali. Era illustrato da David Henry Friston. Il romanzo fu pubblicato per la prima volta come libro nel luglio 1888 sempre da Ward, Lock & Co., questa volta coi disegni del padre dell'autore, Charles Doyle.

## Adattamenti

### Cinema
- A Study in Scarlet (1914), film britannico
- A Study in Scarlet (1914), film statunitense
- A Study in Scarlet (1933)

### Televisione
- Sherlock Holmes and a Study in Scarlet (1983).
- La prima puntata della serie televisiva Sherlock, "Uno studio in rosa", è un libero adattamento di questo libro, portato ai giorni nostri e un diverso movente dell'assassino.

## Edizioni italiane
- Un dramma misterioso, Milano, Società Editrice La Poligrafica, 1901.
- Uno strano delitto, in Sherlock Holmes il poliziotto dilettante, Milano, Società Editoriale Milanese, 1909.
- Il segreto di Hope, Il Romanzo della Domenica n. 28, Roma, 5 novembre 1911.
- Lo scritto in rosso, in Sherlock Holmes il poliziotto dilettante, Firenze, Salani, 1915.
- Uno studio in rosso, traduzione di Alberto Tedeschi, Collana BUR, Milano-Roma, Rizzoli, novembre 1949,  p. 190. - Collana Il Girasole n. 82, Milano, Arnoldo Mondadori Editore, 1958; Collana Oscar Classici, Mondadori, 2019, ISBN 978-88-047-2678-4.
- Sherlock Holmes e uno studio in rosso, traduzione di O. Vavra e P. Castelli, Collana I libri del sabato n. 31, Roma, Gherardo Casini Editore, 1966.
- Uno studio in rosso, in Due inchieste di Sherlock Holmes, traduzione di Renato Prinzhofer, Milano, Mursia, 1973.
- Uno studio in rosso, Collana I Classici della Narrativa n.16, Roma, Armando Curcio Editore, 1978.
- Uno studio in rosso, traduzione di Maria Pia Janin, Prefazione di Oreste Del Buono, con le illustrazioni di George Hutchinson, Collana BUR, Milano, Rizzoli, aprile 1979. - illustrazioni di Vincent Mallié, Collana Classici illustrati, Rizzoli, 2023, ISBN 978-88-171-8183-9.
- Uno studio in rosso, traduzione di Maria Grazia Bonfranti, Collana Il Giallo classico n. 1, Milano, Garden editoriale, 1989.
- Uno studio in rosso, in  Tutto Sherlock Holmes, traduzione di Nicoletta Rosati Bizzotto, Roma, Newton Compton, 1991.
- Uno studio in rosso, traduzione di Oreste Del Buono, Prefazione di Masolino D'Amico, Collana Libri da leggere, Milano, Mondadori, 1992, ISBN 978-88-044-2435-2.
- Uno studio in rosso, traduzione di e presentazione di Francesco Fanconeri, Collana Acquarelli n. 16, Sommacampagna (Verona), Demetra, 1993. - Introduzione di Enrico Solito, Bussolengo, Demetra, 2018; Collana Y Classici, Firenze, Giunti, 2022, ISBN 978-88-099-4372-8; con testo a fronte e note linguistiche, Collana English Masterclass, Demetra, 2024, ISBN 978-88-440-8053-2.
- Sherlock Holmes. Tutti i romanzi, traduzione di Luca Lamberti[3], Collana Einaudi Tascabili. Biblioteca n. 49, Torino, Einaudi, 2009, ISBN 978-88-061-9962-3.
- Uno studio in rosso, a cura di Giancarlo Carlotti, Collana UEF. I Classici, Milano, Feltrinelli, 2015, ISBN 978-88-079-0165-2.
- Uno studio in rosso. Un'avventura di Sherlock Holmes, traduzione di Chiara Sorano, Collana Liberi corpo 18. Edizioni speciali per ipovedenti, Montecovello, 2015, 2024, ISBN 978-88-673-3614-2.
- Uno studio in rosso, traduzione di Ezio Sposato, Orazio Spizio editore, 2018.
- Uno studio in rosso, traduzione di Alice Cominotti, Novara, De Agostini, 2020, ISBN 978-88-511-7928-1.
- Uno studio in rosso, traduzione di Andrea Ciappi, Chiria, 2022, ISBN 978-88-946-4114-1.
- Uno studio in rosso, traduzione di Anna Calza, Collana Young, Roma, Armando Curcio Editore, 2024, ISBN 978-88-686-8501-0.
- Uno studio in rosso, traduzione di Albertine Cerutti, Collana I grandi libri. Novecento, Milano, Garzanti, marzo 2025, ISBN 978-88-118-1906-6.